# 正定新区
正定新区是中华人民共和国河北省石家庄市自2010年起下设的管理区。正定新区位于滹沱河北岸，包括正定历史文化名城及东侧建设区域，规划建设用地135平方公里，规划人口140万，现有17万人，包括正定、藁城7个乡镇62个村。其中起步区约35平方公里，位于正定县境内。2017年2月，正定新区与正定县合并，对外保留牌子，2017年5月，有消息称石家庄市政府即将迁往新区，并预备申报国家级新区。

## 管理机构
石家庄新区党工委、管委会